# Игра (мультфильм)
«Игра» — советский короткометражный рисованный мультфильм, снятый Татьяной Митителло. Второй из двух сюжетов мультипликационного альманаха «Весёлая карусель» № 16.

## Сюжет
Мальчик сидел и скучал, потом он начал рисовать мелом веточку. В это время сзади к нему подошёл львёнок, зарычал и начал гоняться за мальчиком, попутно мальчик создавал огромные буквы, из которых потом сложил слово «радуга». А из веточки получилась огромная яблоня. В конце мультфильма мальчик и львёнок пошли по яблоневому саду, навстречу радуге.

## Съёмочная группа
| автор сценария и кинорежиссёр | Татьяна Митителло                                                                        |
| художник-постановщик          | Галина Золотовская                                                                       |
| кинооператоры                 | Кабул Расулов                                                                            |
| композитор                    | Андрей Горин, Андрей Родионов                                                            |
| художники-мультипликаторы:    | Тенно-Пент Соостер, Юрий Кузюрин, Андрей Игнатенко, Наталия Богомолова, Александр Мазаев |